# Günther Heller
Günther Heller, noto anche con lo pseudonimo di Alan White (...), è un attore e sceneggiatore tedesco, noto per aver recitato nel film Lolite Supersexy (1973) diretto da Ernst Hofbauer. Ha lavorato come scrittore nel film Fermi tutti! È una rapina (1978) diretto da Enzo Battaglia.

## Filmografia
- Desideri, voglie pazze di tre insaziabili ragazze (Alle Kätzchen naschen gern), regia di Giuseppe Zaccariello (1969)
- Le pornocoppie (Ehepaar sucht gleichgesinntes), regia di Franz Josef Gottlieb (1969)
- Aiuto! mi ama una vergine,(Hilfe, mich liebt eine Jungfrau), regia di Arthur Maria Rabenalt (1970)
- Le milionarie dell'amore: prostituzione oggi, regia di Ernst Hofbauer (1970)
- Appuntamento col disonore, regia di Adriano Bolzoni (1970)
- Rapporto sul comportamento sessuale delle studentesse, regia di Ernst Hofbauer (1970)
- Erotik im Beruf - Was jeder Personalchef gern verschweigt, regia di Ernst Hofbauer (1971)
- Schulmädchen-Report 2. Teil - Was Eltern den Schlaf raubt, regia di Ernst Hofbauer (1971)
- Signor procuratore, abbiamo abortito!, regia di Rob Houwer e Eberhard Schröder (1971)
- Divagazioni delle signore in vacanza, regia di Ernst Hofbauer (1971)
- Schulmädchen-Report 3. Teil - Was Eltern nicht mal ahnen, regia di Walter Boos e Ernst Hofbauer (1972)
- Storie di cinque lolite, regia di Walter Boos (1972)
- Christine (Die dressierte Frau), regia di Ernst Hofbauer (1972)
- Mädchen, die nach München kommen, regia di Walter Boos (1972)
- Schulmädchen-Report 4. Teil - Was Eltern oft verzweifeln lässt, regia di Ernst Hofbauer (1972)
- Il comportamento sessuale delle studentesse, regia di Walter Boos e Ernst Hofbauer (1973)
- Porno market, regia di Ernst Hofbauer (1973)
- Lolite supersexy, regia di Ernst Hofbauer (1973)
- Wenn die prallen Möpse hüpfen, regia di Ernst Hofbauer (1974)
- Adolescenza porno (Schulmädchen-Report 7. Teil - Doch das Herz muß dabei sein), regia di Ernst Hofbauer (1974)
- Super sexy show, regia di Ernst Hofbauer (1974)
- Schulmädchen-Report 9: Reifeprüfung vor dem Abitur, regia di Walter Boos (1975)
- Fermi tutti! È una rapina, regia di Enzo Battaglia (1975)
- Le svedesi lo vogliono così, regia di Walter Boos (1976)
- Le liceali supersexy, regia di Ernst Hofbauer (1977)
- Schulmädchen-Report 12. Teil - Wenn das die Mammi wüßte regia di Walter Boos (1978)
- Vergiss beim Sex die Liebe nicht - Der neue Schulmädchenreport 13. Teil, regia di Walter Boos (1980)
- Danger - Keine Zeit zum Sterben, regia di Helmuth Ashley (1984)